# Halina Łahunowa
Halina Mikałajeuna Łahunowa, biał. Галіна Мікалаеўна Лагунова (ur. 22 listopada 1956 w Sławogradzie) – białoruska nauczycielka i polityczka. Członkini Izby Reprezentantów Zgromadzenia Narodowego Republiki Białorusi.

## Życiorys
Ukończyła studia na Białoruskim Państwowym Uniwersytecie Pedagogiczny im. Maksima Tanka na kierunku matematyka. Została nauczycielką matematyki w szkole średniej w rejonie krzyczewskim.

### Działalność polityczna
W wyborach parlamentarnych na Białorusi w 2019 roku uzyskała mandat do Izby Reprezentantów Zgromadzenia Narodowego Republiki Białorusi 7. kadencji uzyskując 18 193 głosów (46,71% w swoim okręgu). W ramach pracy w Izbie otrzymywała roczny dochód w wysokości 33 699,88 rubli białoruskich.

## Życie prywatne
Ma męża oraz jedną córkę.